# Docirava reciproca
Docirava reciproca là một loài bướm đêm trong họ Geometridae.